# عبد الحق بن إسماعيل البادسي
عبد الحق بن إسماعيل البادسي ، (650 هـ / 1252 م / ..... / .....). عالم فاضل ومؤرخ من أهل بادس. من آثار عبد الحق البادسي كتابين هما «طبقات الأولياء» وقد أشار إليه المؤلف في ترجمة أبي الحسن المراكشي. والكتاب الثاني والأبرز وهو «المقصد الشريف والمنزع اللطيف في التعريف بصلحاء الريف». وقد ذكر البادسي في مقدمة كتابه هذا الأسباب التي دعته إلى تأليفه إذ يقول: “ثم إن الأديب المتفنن يوسف ابن الزيات، أتى في كتابه الموسوم بـ «التشوف إلى رجال التصوف» ” بآيات لكنه غفل فيما آثره من الحسن والإحسان، عن الريف الكائن بين سبتة وتلمسان.”.
يقول الأستاذ سعيد أعراب في مقدمة كتاب «المقصد الشريف والمنزع اللطيف في التعريف بصلحاء الريف» لعبد الحق البادسي (المطبعة الملكية، 1982): “لعل أول من أرخ للتصوف ورجاله بالمغرب هو يوسف بن يحي التادلي، المعروف بابن الزيات، في كتابه الموسوم بـ: “التشوف إلى رجال التصوف”، وقد اهتم أكثر بصلحاء الجنوب، ووقف عند حدود سنة 617هـ، ثم جاء بعده عبد الحق البادسي، فأرخ لرجالات شمال المغرب، وأسماه “المقصد الشريف والمنزع اللطيف في التعريف بصلحاء الريف”، ويحدد الفترة التي أرخها ما بين زمن أبي مدين الغوث، والعصر الذي عاشه المؤلف، أي من حدود منتصف القرن السادس الهجري إلى أوائل القرن الثامن الهجري، وجعله كصلة لتشوف ابن الزيات، ذلك أنه قال: “فرأيت تتميم صلته، وتنظيم فيصلته” (مقدمة كتاب المقصد الشريف، المطبعة الملكية، 1982).
أما من حيث القيمة التاريخية لكتاب “المقصد الشريف” فيقول المحقق سعيد أعراب: “وتبدو أهمية “المقصد الشريف” في أنه حلقة مفقودة في تاريخ التصوف بالمغرب، وهو تصوف نقي، لا أثر فيه للشطحات، ووحدة الوجود، لولا ما فيه من مبالغات في بعض الكرامات، فهو إلى تاريخ النساك والزهاد أقرب منه إلى التصوف، ولعل ذلك ما لمح إليه في تسميته بـ “المقصد الشريف، والمنزع اللطيف، في التعريف بصلحاء الريف”، وقد قال ابن الأحمر في “بيوتات فاس” (دار المنصور، 1972، ص: 92): “أنه تأليف عجيب، حسن في بابه، صغير الحجم، كبير القدر، غريب الوضع، شهير الذكر”.
والكتاب إلى جانب ذلك -يضيف سعيد أعراب- “وثيقة تاريخية لها أهميتها، فقد عرض لأحداث بني وطاس، والعرب المتغلبين على بلاد الريف أواخر العصر الموحدي، والقرصنة التي كانت تمارسها الصليبية في البحر الأبيض المتوسط لهذا العهد، وغير ذلك، مما لا نجده في كتاب سواه.. وهو كذلك معجم جغرافي، حدد قبائل الريف بأسمائها، ومواطنها تحديدا دقيقا، مما سيجعل القارئ يعيد النظر في كثير من الحقائق التي أوردها ابن خلدون في تاريخه ومقدمته.

## سيرته
كما جاء في مقدمة سعيد اعراب محقق كتاب «المقصد الشريف»: هو عبد الحق بن إسماعيل بن أحمد بن محمد بن الخضر البادسي الغرناطي، الذي ينتهي نسبه إلى قيس بن عبادة الخزرجي، استوطن أحد أجداده غرناطة، وانتقل جده الأعلى إلى بادس. وبها ولد عبد الحق بن إسماعيل البادسي في حدود سنة 650 هـ /1252 م. أخذ العلم عن والده وعن جماعة من شيوخ بلده، كان يتردد على فاس ويسمع من مشايخها، وممن أخذ عنهم بها: أبو إبراهيم الأعرج الورياغلي.

## مؤلفاته
خلّف عبد الحق البادسي كتابين هما:
- طبقات الأولياء
- المقصد الشريف والمنزع اللطيف في التعريف بصلحاء الريف، الطبعة الثانية المطبعة الملكية، الرباط، 1414هــ 1993م.[3][4][5]

## وفاته
يقول محقق كتاب “المقصد الشريف” سعيد أعراب أنه لم  يقف على وفاة عبد الحق البادسي، لكنه كان حيا سنة 722هـ-1322م، إذ في هذه السنة ورد على مدينة فاس، وسمع منه كتابه “المقصد الشريف” جماعة من شيوخها، منهم عبد المهيمن الحضرمي الصغير، وأبو عمر، ويحيى بن أبي طالب اللخمي العزفي، وآخرون.